# メタホウ酸バリウム
メタホウ酸バリウム（メタホウさんバリウム、英: barium metaborate）は、化学式が Ba(BO2)2 または BaB2O4 と表される、バリウムとホウ素と酸素からなる結晶性化合物である。これはメタホウ酸 (HBO2) のバリウム塩にあたり、CAS登録番号は [13701-59-2] である。α相とβ相の二つが存在する。どちらも複屈折性を持つため、非線形光学結晶のひとつとして知られる。

## α-メタホウ酸バリウム
メタホウ酸バリウムは高温でα相を取る。
α-メタホウ酸バリウムはα-BBOと略称される。幅広い波長域(189nm〜3500nm)で透過率が高く複屈折性を持つため、光学では方解石、TiO2やLiNbO3などと共に複屈折結晶として用いられる。

## β-メタホウ酸バリウム
β相（β-メタホウ酸バリウム、β-BaB2O4、BBO）は β-BBO と略称される。幅広い透過率を持ち、その透過光の波長は200 nmから3 μmに至る。結晶系は三方晶系である。シグナル光とアイドラ光に光子を分割する一般的な材料であるため、光パラメトリック発振 (OPO) や第二次高調波発生(SHG)等、各種パルスレーザーから出射されるレーザー光の波長変換や強度の増幅を行うために用いられる。光学分野においては結晶の切り出し方によってType I結晶とType II結晶を区別して用いることがある。

## 法規制
日本では毒物及び劇物取締法および毒物及び劇物指定令によりバリウム化合物として劇物に指定されている。
他に、消防法に規定があり、また、バリウム化合物として大気汚染防止法の、ホウ素化合物として水質汚濁防止法、土壌汚染対策法、PRTR法の規制を受ける。